# Guerra modoc
La guerra modoc o campagna modoc (nota anche come guerra di Lava Beds) fu un conflitto armato combattuto tra i nativi americani Modoc e lo United States Army in Oregon meridionale e California settentrionale dal 1872 al 1873, durante la presidenza di Ulysses S. Grant. La guerra Modoc fu l'ultima delle guerre indiane svoltesi in California o Oregon. Eadweard Muybridge fotografò la prima parte della campagna.
Kintpuash (Capitan Jack) guidò 52 guerrieri in un gruppo di oltre 150 Modoc che abbandonarono la riserva Klamath. Occupando le posizioni difensive nei canali di lava a sud di lago Tule, per mesi questi pochi guerrieri intrapresero una guerriglia contro gli Stati Uniti d'America dotati anche di artiglieria. Nell'aprile 1873 Capitan Jack ed altri uccisero il generale Edward Canby ed un altro commissario di pace, ferendo altre persone.
Dopo altri scontri con i rinforzi statunitensi, alcuni Modoc si arresero e Capitan Jack fu catturato con i suoi ultimi seguaci. Jack e cinque guerrieri furono processati per l'omicidio dei due commissari. Jack ed altri tre furono giustiziati, mentre due ricevettero l'ergastolo. I restanti 153 Modoc della banda furono trasferiti nel territorio indiano dove furono tenuti come prigionieri di guerra fino al 1909. A quel punto alcuni di loro fecero ritorno alla riserva Klamath, ma la maggior parte (ed i loro discendenti) rimasero in quello che oggi è lo Stato dell'Oklahoma. Il risultato è che oggi ci sono tribù Modoc riconosciute federalmente sia in Oregon che in Oklahoma.

## Eventi che condussero alla guerra
I primi esploratori conosciuti che dagli Stati Uniti giunsero in terra modoc furono John Charles Frémont e Kit Carson nel 1843. La notte del 9 maggio 1846 Frémont ricevette un messaggio portatogli dal tenente Archibald Gillespie e firmato dal presidente James Knox Polk riguardo alla possibilità di guerra con il Messico. Dopo aver analizzato il messaggio, Frémont decise di non mettere sentinelle a guardia del campo. Si dice che la cosa abbia fatto preoccupare Carson, anche se questo non vedeva pericoli. Più tardi quella stessa notte Carson fu svegliato da un tonfo. Saltando in piedi vide il proprio amico Basil Lajeunesse cadere insanguinato. Suonò l'allarme e subito il campo capì di essere stato attaccato da molte decine di nativi americani. Quando l'assalto fu sventato altri due uomini di Frémont erano morti. L'unico morto nativo fu riconosciuto come un nativo del lago Klamath. Il gruppo di Frémont provò "una rabbia triste".
Per vendicare i morti Frémont attaccò un villaggio di pescatori Klamath chiamato Dokdokwas, che probabilmente non aveva niente a che fare con l'assalto, alla confluenza del fiume Williamson con il lago Klamath, il 10 maggio 1846. I racconti degli storici variano, ma tutti concordano sul fatto che l'attacco distrusse completamente le strutture del villaggio. Sides dice che furono uccisi donne e bambini oltre ai guerrieri.
(Sides)
Nonostante molti "49ers" evitassero il territorio dei Modoc, nel marzo 1851 Abraham Thompson, un mulattiere, scoprì l'oro nei pressi di Yreka mentre stava viaggiando lungo la Siskiyou Trail dall'Oregon meridionale. La scoperta scatenò la corsa all'oro californiana dalla Sierra Nevada in California settentrionale. Nell'aprile 1851 2000 minatori giunsero a "Thompson's Dry Diggings" lungo la rotta meridionale della vecchia Emigrant Trail per cercare fortuna, il che li portò diritti in terra Modoc.

### Prime ostilità

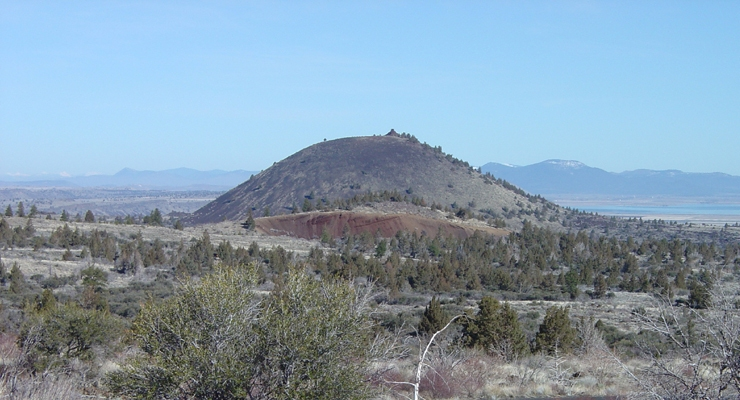
Schonchin Butte, una collina vulcanica che prende il nome dal vecchio Schonchin, un capo Modoc di fine XIX secolo

Nonostante i Modoc non avessero inizialmente problemi con gli europei, dopo l'uccisione di coloni in una razzia della tribù del fiume Pit, le milizie europee, non abituate ai nativi, attaccarono per rappresaglia un innocente villaggio Modoc uccidendo uomini donne e bambini. Kintpuash, futuro capo noto anche come Capitan Jack, sopravvisse all'attacco ma perse elementi della propria famiglia. Per vendicarsi e cercare di fermare l'invasione europea alcuni Modoc scelsero di attaccare i successivi bianchi che si sarebbero presentati. Nel settembre 1852 una carovana di circa 65 uomini, donne e bambini si stava trasferendo in California e cadde nell'imboscata dei Modoc. Solo un uomo gravemente ferito riuscì a fuggire negli insediamenti in Oregon di Willamette Valley, e parlò dell'assalto subito. Il suo racconto raggiunse in poco tempo un gruppo di volontari dell'Oregon, che giunti sul posto trovarono i corpi mutilati e sparsi per oltre un chilometro lungo le coste del lago, mentre i carri erano stati saccheggiati e dati alle fiamme. Il luogo dell'incidente è oggi noto come Bloody Point. In un'altra serie di rappresaglie la milizia californiana guidata da Ben Wright uccise 41 Modoc durante una trattativa di pace. John Schonchin, fratello del capo Modoc, fu tra coloro che riuscirono a fuggire.

### Grande trattato di Council Grove
Le ostilità proseguirono nella zona fino al 1864, con guerrieri Klamath e Yahooskin ed una banda di Shoshoni che a turno attaccarono coloni e migranti. Quell'anno gli Stati Uniti d'America ed i nativi Klamath, Modoc e Shoshoni (la tribù Yahooskin), oltre 1000 indiani in prevalenza Klamath, firmarono un trattato col quale i nativi cedevano milioni di acri di terra ricevendo in cambio la riserva Klamath all'interno dell'odierno Oregon. Secondo i termini del trattato, i Modoc di Schonchin cedettero alla California le regioni di Lost River, lago Tule e lago Klamath Inferiore e si trasferirono in una riserva della valle del fiume Klamath Superiore. In cambio i nativi avrebbero ricevuto cibo, coperte e vestiti per tanti anni quanti volevano. Allen David firmò per conto dei Klamath, mentre Schonchin e Kintpuash per i Modoc. Guardandosi attorno per dare enfasi alla propria concessione, Schonchin puntò la lontana collina dicendo "Quella montagna deve cadere, prima che Schonchin alzerà di nuovo la mano contro il fratello bianco". Il vecchio capo mantenne la parola, anche se suo fratello e Kintupash ripudiarono la firma del trattato ed abbandonarono la riserva con alcuni seguaci.

### Capitan Jack
Mentre il vecchio capo modoc rimase nella riserva, Kintupash tornò a Lost River cacciando i bianchi che avevano occupato la zona. Il piccolo gruppo Modoc di circa 43 persone chiese un pagamento per l'affitto della "loro terra", ma molti coloni si rifiutarono di accettarlo. Dopo alcuni tentativi di negoziazione per conto dei coloni, compreso l'interessamento dell'agente Lindsay Applegate nel 1864–1866 e del sovrintendente Huntigton nel 1867, i Modoc si spostarono infine nel 1869 dopo un consiglio tenuto da Kintpuash, Alfred Benjamin Meacham (sovrintendente statunitense agli affari indiani in Oregon che aveva sostituito Huntigton), O.C. Knapp (agente indiano della riserva), Ivan DeCounter Applegate (subagente degli Yainax della riserva) e W.C. McKay. Meacham era originario dell'Oregon, e conosceva Capitan Jack ed i Modoc.
Quando i soldati apparvero improvvisamente alla riunione, i guerrieri Modoc fuggirono lasciando indietro donne e bambini. Meacham mise donne e bambini nei carri e partì per la riserva. Permise a "Queen Mary", sorella di Capitan Jack, di incontrare il fratello per convincerlo a seguirla nella riserva. Ebbe successo. Una volta giunti nella riserva, Capitan Jack ed i suoi uomini si prepararono a tornare definitivamente a Modoc Point.

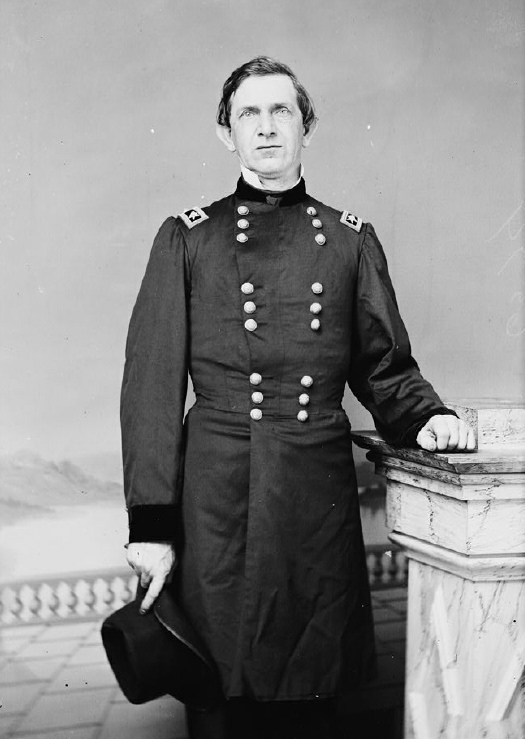
Maggior generale E.R.S Canby

### Maltrattamenti dei Klamath
Poco dopo i Modoc iniziarono a costruire le proprie case, ma i Klamath, nemici di lungo corso, iniziarono a rubare ai Modoc la legna. I Modoc si lamentarono, ma l'agente indiano non era in grado di proteggerli dai Klamath. La banda di Capitan Jack si trasferì in un'altra parte della riserva. Furono fatti molti tentativi per trovare un luogo ideale, ma i Klamath continuarono a pressare la tribù.
Nel 1870 Capitan Jack e la sua tribù di circa 200 persone lasciarono la riserva e tornarono a Lost River. Durante i mesi passati nella riserva molti coloni avevano occupato la terra abitata in precedenza dai Modoc a Lost River.

### Ritorno a Lost River

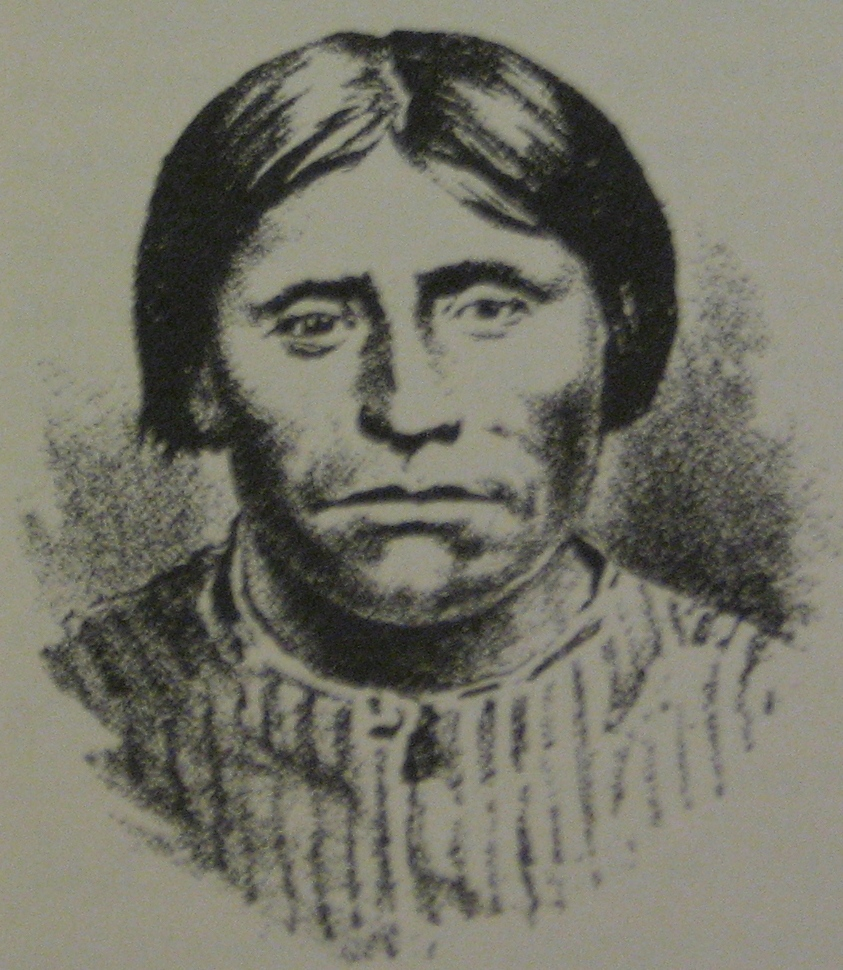
Capitan Jack

Comprendendo le pessime relazioni tra Modoc e Klamath, Meacham raccomandò al commissario per gli affari indiani di Washington di creare per i Modoc di Capitan Jack una nuova riserva a Yainax, nella parte meridionale della riserva. In attesa della decisione, Meacham chiese a Capitan Jack di restare a Clear Lake. I coloni dell'Oregon si lamentarono del fatto che i guerrieri Modoc si spostavano lungo il confine razziando le loro abitazioni. Chiesero a Meacham di far tornare i Modoc nella riserva Klamath. In parte queste razzie furono dovute alla scarsa fornitura di cibo data dal governo statunitense ai Modoc. Capitan Jack ed i suoi uomini facevano meglio nel loro vecchio territorio cacciando.

## Fallimento statunitense nella risposta ai Modoc
Il commissario agli affari indiani non rispose mai alla richiesta di Meacham. Dopo aver ascoltato le lamentele dei coloni Meacham chiese al generale Edward Canby, al comando del dipartimento della Columbia, di spostare la tribù di Capitan Jack a Yainax nella riserva Klamath. Canby propose la richiesta di Meacham al generale Schofield, comandante generale del Pacifico, suggerendo che prima di utilizzare la forza si facessero sforzi di pace. A Jack fu chiesto di parlare con Meacham, ma non ci andò.
Nel mezzo della crisi la commissione degli affari indiani rispose a Meacham nominando T. B. Odeneal sovrintendente degli affari indiani per l'Oregon. Questi "non conosceva quasi nulla della situazione e non aveva incontrato mai Jack o i Modoc" ma fu incaricato di "far spostare i Modoc da Lost River." A sua volta Odeneal nominò un nuovo agente indiano, anch'egli totalmente all'oscuro della situazione.
Il 3 aprile 1872 il maggiore Elmer Otis tenne un consiglio con Capitan Jack a Lost River Gap, nei pressi dell'attuale Olene (Oregon). Alla riunione il maggiore Otis presentò a Capitan Jack alcuni coloni che si lamentavano del comportamento dei suoi uomini. Capitan Jack replicò che anche i Modoc avevano subito abusi ed erano stati ingiustamente accusati di crimini commessi da altri indiani.
Anche se la riunione non giunse ad un accordo, Otis decise di trasferire la tribù di Jack nella riserva Klamath. Aveva bisogno di rinforzi e raccomandò di attendere il momento in cui avrebbe avuto un vantaggio sui Modoc.
Il 12 aprile la Commission of Indian Affairs chiese al sovrintendente T. B. Odeneal di spostare Capitan Jack ed i Modoc nella riserva se possibile. Doveva anche assicurarsi che la tribù fosse difesa dai Klamath.
Il 14 maggio Odeneal inviò Ivan D. Applegate e L. S. Dyer ad organizzare un consiglio con Capitan Jack, ma quest'ultimo si rifiutò. Il 6 luglio 1872 il commissario statunitense agli affari indiani chiese nuovamente al sovrintendente Odeneal di spostare Jack nella riserva Klamath, in modo pacifico se possibile, o altrimenti con la forza. Si ebbero schermaglie minori nell'estate ed all'inizio dell'autunno, ma alcuni coloni della California simpatizzarono per i Modoc avendo convissuto pacificamente per lungo tempo con loro. Capirono che gli indiani erano stati maltrattati.

## Battaglia di Lost River
Convinto di non poter trovare una soluzione pacifica, il 27 novembre il sovrintendente Odeneal chiese al maggiore John Green, comandante di Fort Klamath, di fornire abbastanza truppe per obbligare Capitan Jack a trasferirsi nella riserva. Il 28 novembre il capitano James Jackson al comando di 40 uomini partì da Fort Klamath in direzione dell'accampamento di Jack a Lost River. Il 29 novembre le truppe, rinforzate da cittadini di Linkville (oggi Klamath Falls) e da un gruppo di milizie comandate da Jump Off Joe, giunsero al campo di Jack a Lost River circa due chilometri sopra Emigrant Crossing (oggi Merril, Oregon).
Volendo evitare il conflitto, Capitan Jack accettò di trasferirsi nella riserva, ma la situazione divenne tesa quando Jackson chiese ai capo Modoc di abbassare le proprie armi. Nonostante Capitan Jack non avesse mai combattuto l'esercito, si spaventò per questo ordine, ma alla fine accettò di deporle. Il resto dei guerrieri Modoc iniziarono a seguire il proprio capo.
Improvvisamente scoppiò un alterco tra il guerriero Modoc Scarfaced Charley ed il tenente Frazier A. Boutelle della compagnia B del 1º cavalleria. Si spararono a vicenda ma si mancarono entrambi. Il resto dei Modoc si affrettò a recuperare le proprie armi e combatté prima di fuggire verso la California. Dopo aver cacciato gli ultimi Modoc dall'accampamento, il capitano Jackson ordinò una ritirata in attesa di rinforzi. Un soldato era stato ucciso e sette feriti, mentre i Modoc contavano due morti e tre feriti.
Un piccolo gruppo di Modoc guidato da Hooker Jim si ritirò dal campo di battaglia verso Lava Beds a sud del lago Tule. Negli attacchi del 29 e 30 novembre uccisero in tutto 18 coloni. Le milizie di "Jump Off Joe" McAlester decisero di inseguire i Modoc verso Lava Beds.
I racconti del primo scontro sono discordi. In una versione soldati e milizie erano si erano ubriacati a Klamath Falls e giunsero a Lost River disorganizzati e furono sconfitti; inoltre la milizia giunse per ultima e si ritirò per prima subendo un caduto, e l'esercito non cacciò i Modoc. Secondo questa versione alcuni guerrieri combatterono mentre donne e bambini venivano caricati a bordo delle barche e trasferiti a sud. Scarfaced Charley, che parlava un buon inglese, era a corto di sonno avendo giocato d'azzardo tutta la notte e forse ubriaco. Il resoconto ufficiale riporta che l'operazione fu male eseguita, come in seguito ammise anche Jackson.

## Fortificazione della roccaforte

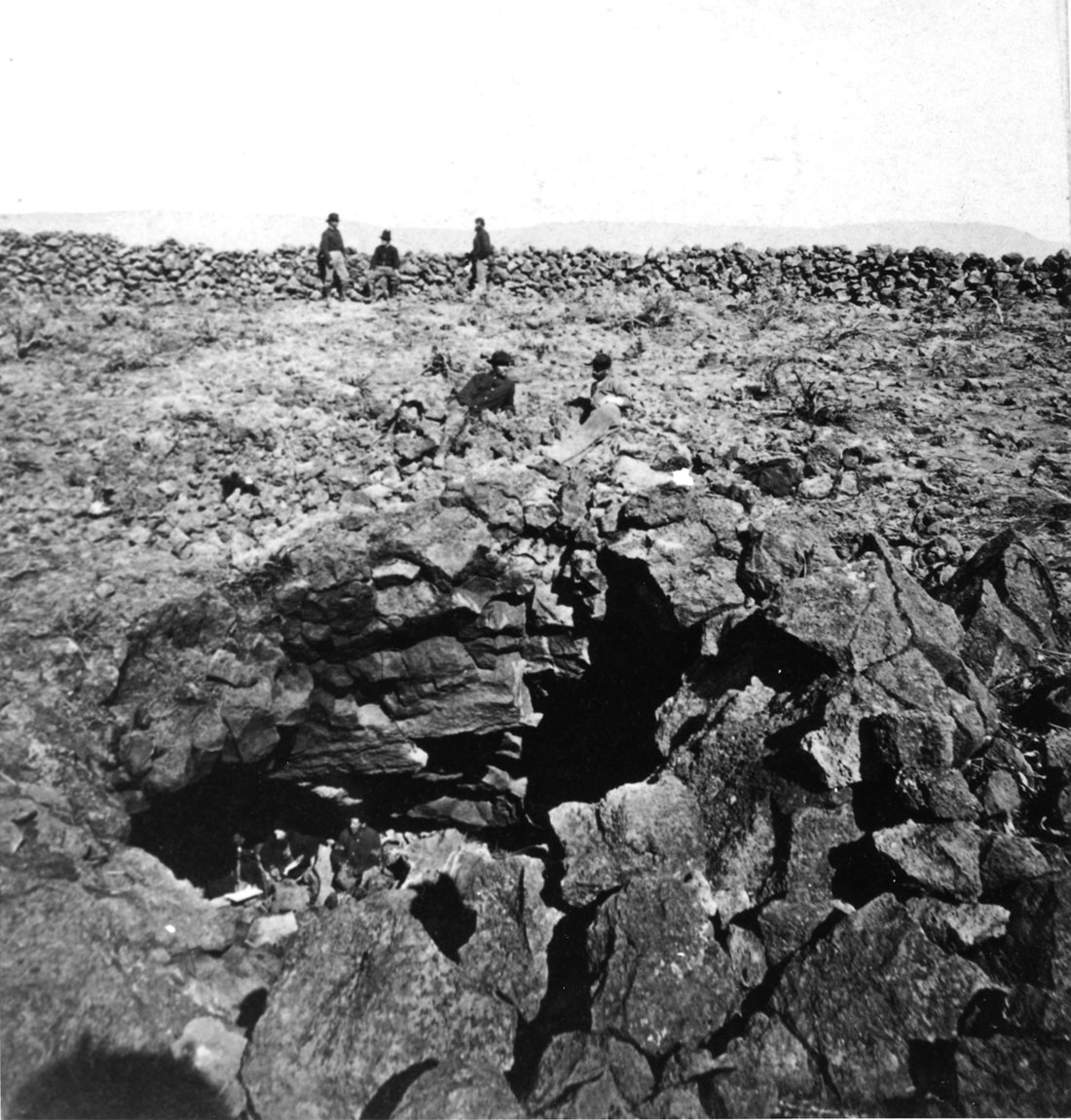
Soldati statunitensi ispezionano la grotta di Capitan Jack a Lava Beds. Fotografia del 1873 di Edward Murbridge

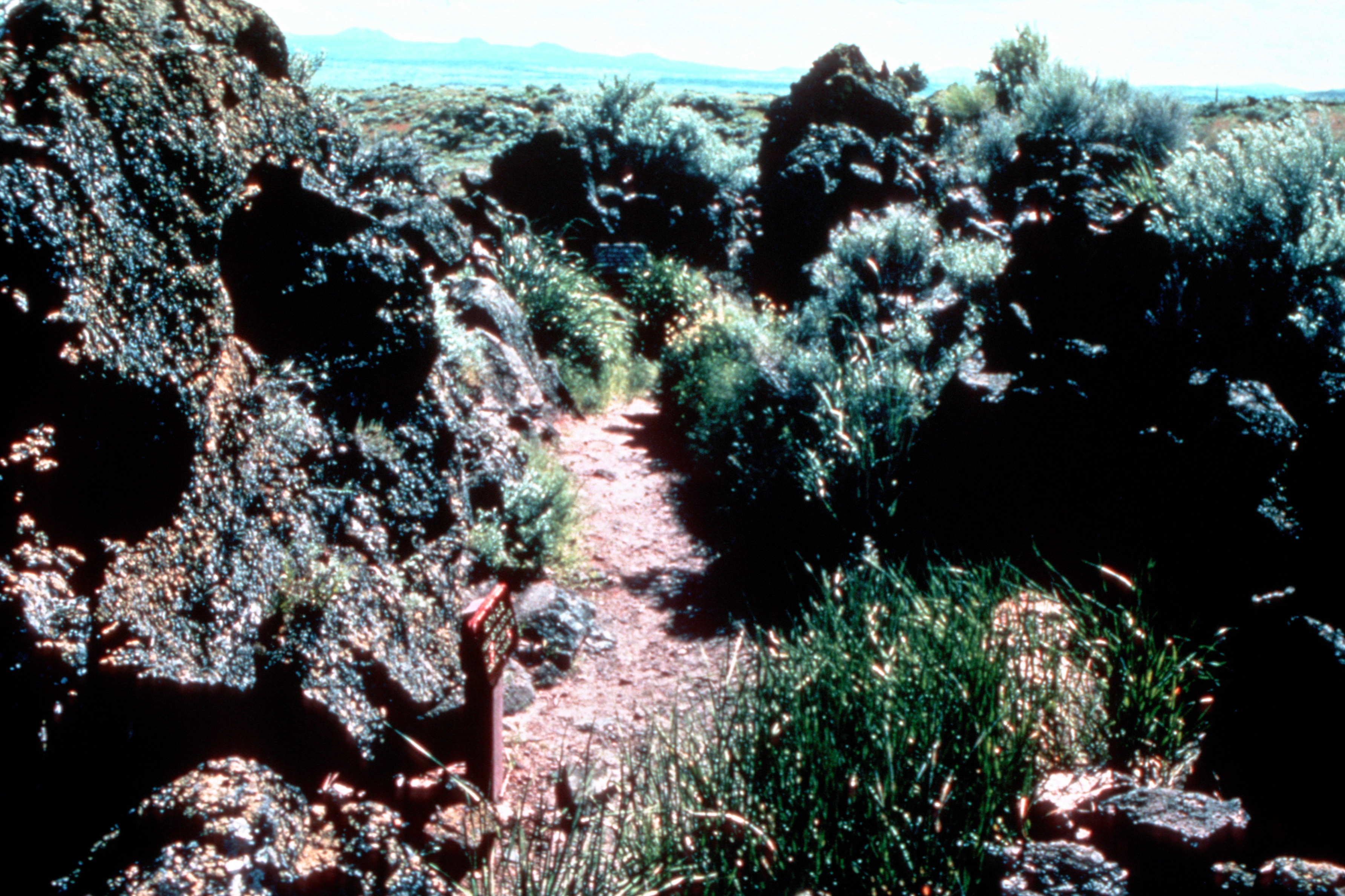
Roccaforte di Capitan Jack, 1992

Per alcuni mesi Capitan Jack si vantò del fatto che lui ed i suoi uomini riuscirono a difendersi a Lava Beds sulla costa meridionale di lago Tule. I Modoc vi si ritirarono dopo la battaglia di Lost River. Oggi questo posto è chiamato Captain Jack's Stronghold (la roccaforte di Capitan Jack). I Modoc trassero vantaggio dai canali di lava, dalle fratture, dalle depressioni e dalle grotte che rappresentavano ottime postazioni di difesa. Erano 52 i guerrieri Modoc che occupavano la zona, mentre il lago Tule era il confine settentrionale della roccaforte e rappresentava una riserva d'acqua dolce.
Il 3 dicembre Jump Off Joe e la sua milizia giunsero nelle vicinanze della roccaforte. Furono attaccati durante una ricognizione nel letto di un fiume asciutto. Tentarono di mettersi al riparo ma furono sopraffatti, ed i Modoc li uccisero tutti e 23.
Il 21 dicembre un gruppo Modoc uscì dalla roccaforte ed assaltò un convoglio di munizioni a Land's Ranch. Il 15 gennaio 1873 l'esercito statunitense aveva 400 soldati nei pressi di Lava Beds. La più numerosa concentrazione di truppe era nel ranch Van Bromer, 17 chilometri ad ovest. Altre truppe si trovavano nel ranch Land, 16 chilometri ad est. Il colonnello Frank Wheaton era al comando di tutte le truppe, compreso l'esercito regolare ed i volontari di California ed Oregon.
Il 16 gennaio gli uomini di ranch Land, comandati dal colonnello R. F. Bernard, si scontrarono con i Modoc nei pressi di Hospital Rock.

## Prima battaglia della roccaforte
Il mattino del 17 gennaio 1873 le truppe avanzarono verso la roccaforte. Nascosti dalla Nebbia, i soldati non videro nessun Modoc. Occupando ottime posizioni, i Modoc respinsero i soldati che avanzavano da ovest e da est. Alla fine della giornata si assistette ad una ritirata generale. Nell'attacco gli statunitensi persero 35 uomini, mentre altri 5 ufficiali e 20 soldati furono feriti. Il gruppo di Capitan Jack contava circa 150 Modoc, comprese donne e bambini. Di questi solo 52 erano guerrieri. I Modoc non ebbero morti nello scontro grazie allo sfruttamento del terreno ed alla scarsa conoscenza dello stesso da parte della milizia.

## Nomina della commissione di pace
Il 25 gennaio Columbus Delano, Segretario degli Interni, nominò una commissione di pace per negoziare con Capitan Jack. La commissione era composta da Alfred B. Meacham, ex sovrintendente per l'Oregon, Jesse Applegate e Samuel Case. Il generale Edward Canby, comandante del Pacifico nordoccidentale, fu nominato consigliere. Frank e Toby Winema Riddle furono gli interpreti.
Il 19 febbraio la commissione di pace tenne la prima riunione a ranch Fairchild, ad ovest di Lava Beds. Fu mandato un messaggero per organizzare un incontro con Capitan Jack. Questi accettò dicendo che se la commissione avesse mandato John Fairchild e Bob Whittle, due coloni, al confine di Lava Beds ci avrebbe parlato. Quando Fairchild e Whittle giunsero a Lava Beds, Capitan Jack disse loro che avrebbe parlato con la commissione se fossero tornati con il giudice Elijah Steele di Yreka, dato che era amico di Capitan Jack.
Steele giunse alla roccaforte. Dopo avervi passato una notte, Steele tornò a ranch Fairchild informando la commissione di pace che i Modoc stavano organizzando un tradimento, e che tutti gli sforzi della commissione sarebbero stati inutili. Meacham comunicò al Segretario degli Interni l'opinione di Steele, ma questo disse a Meacham di proseguire le trattative. Anche il giudice A. M. Roseborough fu aggiunto alla commissione. Jesse Applegate e Samuel Case si ritirarono e furono sostituiti dai reverendi Eleazer Thomas e L. S. Dyar.
Ad aprile fu creato il Gillem's Camp al confine con Lava Beds, 4 chilometri ad ovest della roccaforte. Il colonnello Alvan Cullem Gillem fu messo al comando di tutte le truppe, comprese quelle di Hospital Rock comandate dal colonnello E. C. Mason.

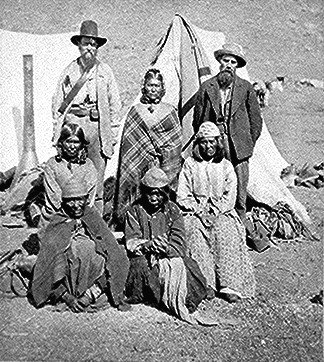
Da sinistra a destra, in piedi: agente indiano, Winema (Tobey) e suo marito Frank Riddle (interprete), con quattro donne Modoc davanti, 1873

Il 2 aprile la commissione e Capitan Jack si incontrarono nei Lava Beds a metà strada tra la roccaforte ed il Gillem's Camp. In questo incontro Capitan Jack chiese: (1) Il perdono completo di tutti i Modoc; (2) La ritirata di tutte le truppe; (3) Il diritto di scegliere la propria riserva. La commissione di pace propose: (1) Che Capitan Jack ed i suoi uomini si trasferissero in una riserva scelta dal governo; (2) Che i Modoc colpevoli dell'omicidio dei coloni si arrendessero e fossero processati per omicidio. Dopo una lunga discussione l'incontro si sciolse senza risultati.
I Modoc iniziarono ad istigare Capitan Jack, che ancora credeva in una soluzione pacifica. Guidati da Schonchin John e Hooker Jim, misero pressione a Jack per uccidere il commissario di pace. Credevano che se gli americani avessero perso il proprio capo l'esercito se ne sarebbe andato. Criticarono Jack per i continui negoziati e vollero vestirlo con abiti da donna durante le riunioni. Piuttosto che perdere la posizione di capo, Capitan Jack accettò di attaccare la commissione se non ci fossero stati progressi.
Il 5 aprile Capitan Jack chiese un nuovo incontro a Meacham. Accompagnato da John Fairchild e dal giudice Roseborough, con Frank e Toby Winema Riddle come interpreti, Meacham incontrò Capitan Jack in una tenda di pace eretta circa 1,5 chilometri ad est di Gillem's Camp. L'incontro durò molte ore. Capitan Jack chiese di trasformare Lava Beds in una riserva, ma la riunione si concluse con un nulla di fatto. Dopo il ritorno di Meacham al campo, mandò un messaggero da Capitan Jack chiedendo un nuovo incontro per l'8 aprile. Mentre stava consegnando il messaggio, l'interprete Modoc Tobey Riddle seppe dell'intenzione indiana di uccidere il commissario. Al suo ritorno avvisò la commissione.
L'8 aprile, poco prima che i commissari partissero per la tenda di pace, il messaggio del tradimento giunse a Gillem's Camp. Si diceva che la vedetta avesse visto cinque guerrieri Modoc nella tenda, e 20 uomini armati nascosti nelle rocce lì vicino. I commissari capirono che i Modoc stavano pianificando un attacco e decisero di restare a Gillem's Camp. Il reverendo Thomas insistette per concordare una nuova data con Capitan Jack. Il 10 aprile la commissione inviò un messaggio chiedendo a Capitan Jack di incontrarsi il mattino seguente.

## Omicidio nel consiglio di pace

Boston Charley nel 1873

L'11 aprile il generale Canby, Alfred B. Meacham, il reverendo E. Thomas e L. S. Dyar, con Frank e Toby Riddle come interpreti, si incontrarono con Capitan Jack, Boston Charley, Bogus Charley, Schonchin John, Black Jim e Hooker Jim. Dopo una discussione, nel corso della quale era evidente che i Modoc erano armati, il generale Canby informò Capitan Jack che la commissione non avrebbe potuto rispettare i termini fino alla conferma attesa da Washington.
Infuriato, Schonchin John chiese Hot Creek come riserva. Capitan Jack si alzò e si allontanò di alcuni passi. I due Modoc Brancho (Barncho) e Slolux, armati di fucili, uscirono dal nascondiglio. Capitan Jack si girò, dando il segnale di aprire il fuoco. Al primo colpo la pistola impugnata da Capitan Jack fece cilecca, col secondo invece uccise il generale Canby. Il reverendo Thomas cadde ferito mortalmente. Dyer e Frank Riddle fuggirono a piedi. Meacham fu gravemente ferito, ma Toby Riddle salvò la sua vita e fermò i guerrieri che intendevano prendergli lo scalpo gridando "I soldati stanno arrivando!". I Modoc fuggirono.
Il tentativo statunitense di raggiungere un accordo pacifico terminò quando i Modoc uccisero i commissari. La croce di Canby marca il luogo in cui morirono Canby e Thomas.

## Seconda battaglia della roccaforte

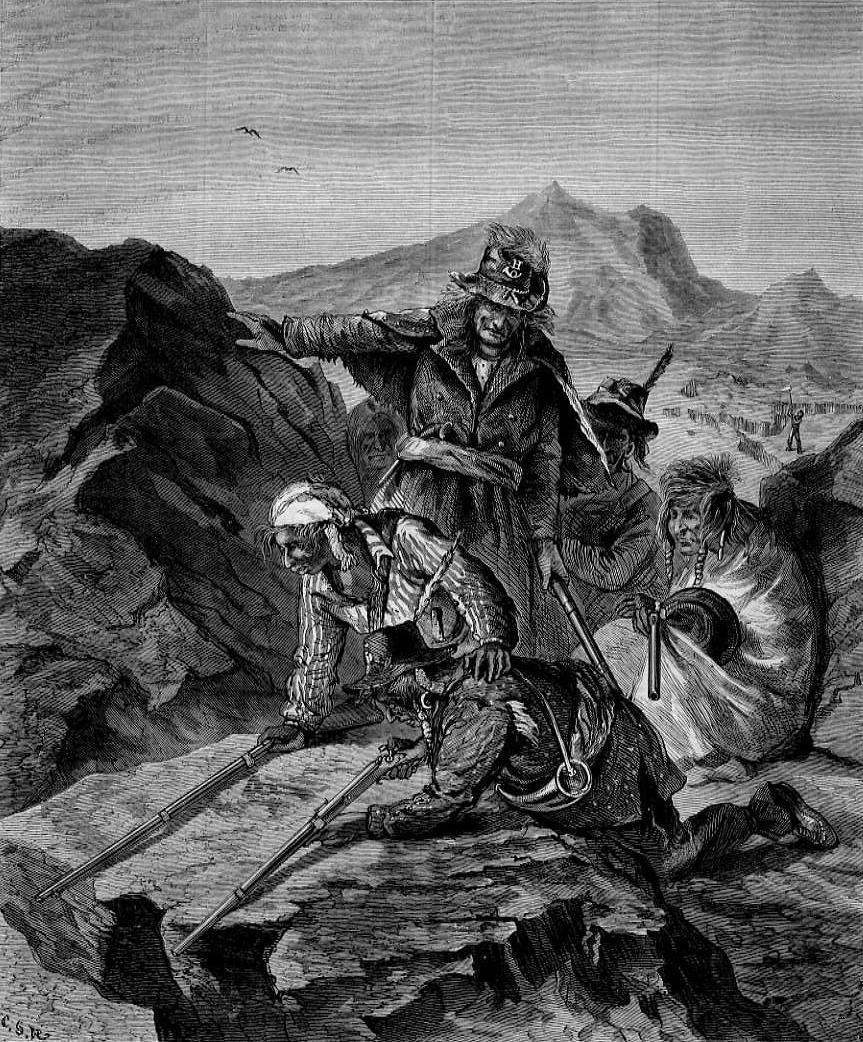
The Modocs in Their Stronghold, incisione su legno del 1873

Lo United States Army si preparò ad attaccare la roccaforte. Il 15 aprile iniziò un attacco generale, con truppe in avanzamento da Gillem's Camp ad ovest e da Mason's Camp ad Hospital Rock, a nordest della roccaforte. Il combattimento durò per tutto il giorno, e le truppe rimasero in posizione durante la notte. Ogni avanzata delle truppe il 16 aprile fu contrastata da un fitto fuoco dei Modoc. Quella notte le truppe riuscirono a tagliare fuori i Modoc dalla riserva d'acqua sulle rive del lago Tule. La mattina del 17 aprile tutto era pronto per l'assalto finale alla roccaforte. Quando fu dato l'ordine di avanzare le truppe caricarono.
Dopo il combattimento sulla costa del lago Tule nel pomeriggio e nella notte del 16 aprile, i Modoc che difendevano la roccaforte capirono che la riserva d'acqua era inaccessibile. Il 17 aprile, prima che i soldati iniziassero a caricare la roccaforte, i Modoc fuggirono attraverso una fessura non vigilata. Nel combattimento della roccaforte del 15–17 aprile gli americani persero un ufficiale e sei soldati, mentre altri tredici soldati furono feriti. I Modoc persero due ragazzi, che si dice siano morti nel tentativo di aprire una palla di cannone inesplosa. Molte donne Modoc morirono a causa delle malattie.

## Battaglia di Sand Butte

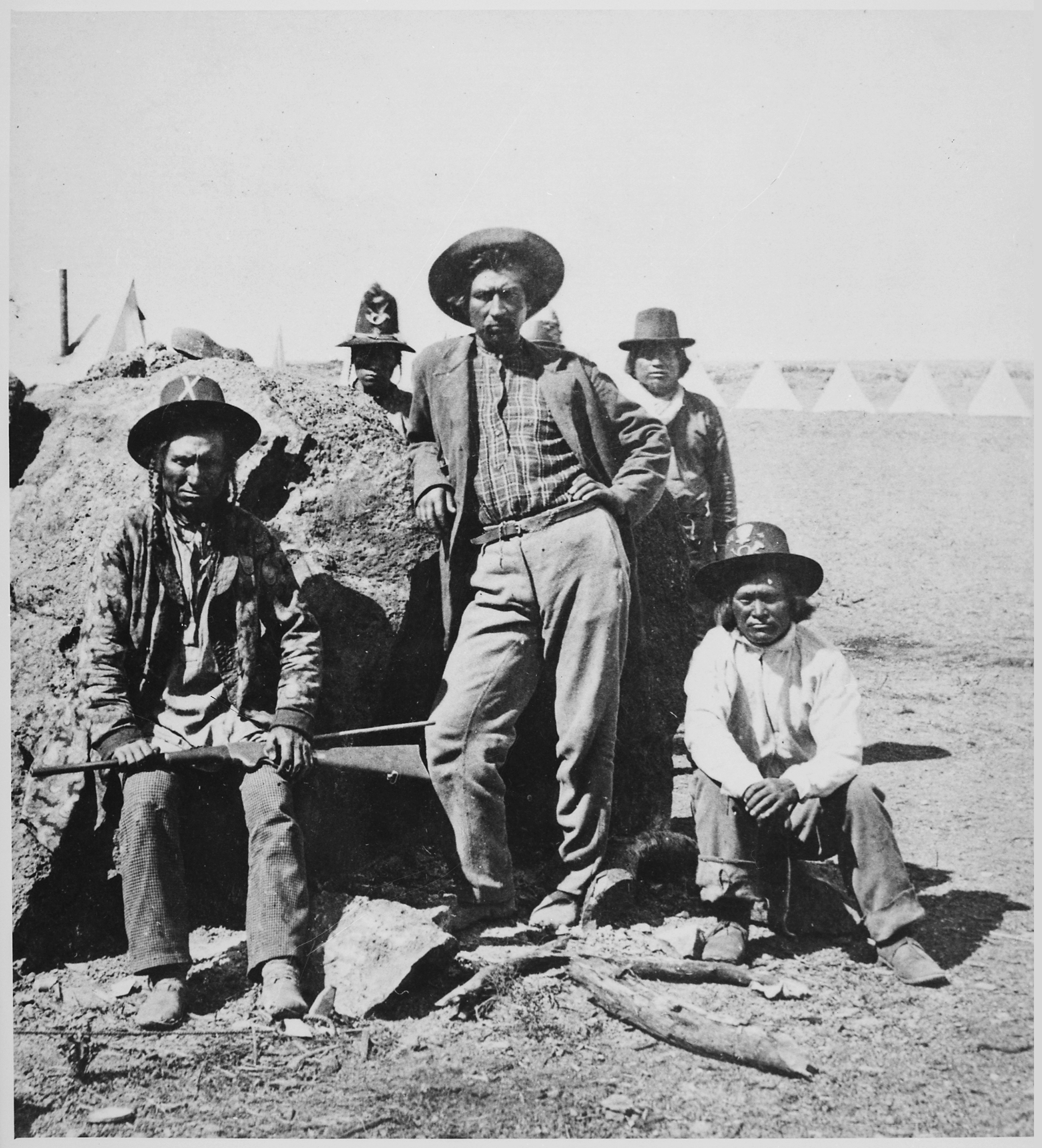
Guide indiane Warm Spring a Lava Beds con il loro capo, Donald McKay, al centro

Il 26 aprile il capitano Evan Thomas al comando 5 ufficiali, 60 soldati e 14 guide Warm Spring partì da Gillem's Camp per una ricognizione a Lava Beds alla ricerca dei Modoc. Mentre stavano pranzando nella base d Sand Butte (oggi Hardin Butte), in una zona pianeggiante circondata da creste, furono attaccati da 22 Modoc guidati da Scarfaced Charley. Alcuni soldati fuggirono. Coloro che rimasero furono uccisi o feriti. Tra le perdite statunitensi ci furono quattro ufficiali uccisi e due feriti, uno dei quali morì nel giro di pochi giorni, oltre a 13 soldati morti e 16 feriti.
Dopo l'assalto Modoc molti soldati chiesero al colonnello di venire tolti dal servizio. Il 2 maggio il generale di brigata Jefferson Columbus Davis, nuovo comandante del dipartimento della Columbia, prese il comando da Gillem ed assunse il controllo dell'intero esercito.

## Battaglia di Dry Lake
Alle prime luci del 10 maggio i Modoc attaccarono un accampamento dell'esercito a Dry Lake. Le truppe caricarono mettendo in fuga i Modoc. L'esercito ebbe cinque morti, due dei quali erano guide Warm Spring, e dodici feriti. I Modoc subirono cinque morti, tra cui Ellen's Man, un uomo importante nella tribù. Fu la prima sconfitta Modoc della battaglia.
Con la morte di Ellen's Man aumentò il dissenso tra i Modoc, che iniziarono a dividersi. Un gruppo guidato da Hooker Jim si arrese all'esercito ed accettò di collaborare nella cattura di Capitan Jack. In cambio avrebbero ricevuto un'amnistia per l'uccisione dei coloni di lago Tule, di Canby e di Thomas.
Capitan Jack, la moglie, la moglie ed una bambina piccola furono catturati dai ricognitori dell'esercito William F. Drannan e George Jones nella valle Langell il 4 giugno.

## Dopo la guerra
Il generale Davis si preparò a giustiziare Capitan Jack ed i suoi capi, ma il Dipartimento della Guerra ordinò che i Modoc fossero processati. L'esercito portò Capitan Jack e la sua tribù come prigionieri di guerra a Fort Klamath, dove giunsero il 4 luglio.
Capitan Jack, Schonchin John, Black Jim, Boston Charley, Brancho (Barncho) e Slolux furono processati da una corte militare per l'omicidio di Canby e Thomas, e per altri attacchi tra cui quello a Meacham. I sei Modoc furono condannati a morte l'8 luglio.
Il 10 settembre il presidente Ulysses Simpson Grant approvò la condanna a morte per Capitan Jack, Schonchin John, Black Jim e Boston Charley; Brancho e Slolux furono invece condannati all'ergastolo ad Alcatraz. Grant ordinò che il resto dei Modoc fosse trattenuto come prigionieri di guerra.
Il 3 ottobre 1873 Capitan Jack ed i suoi tre capi furono impiccati a Fort Klamath. Il resto dei nativi Modoc (39 uomini, 64 donne e 60 bambini) furono imprigionati e trasferiti all'agenzia Quapaw del territorio indiano (Oklahoma). Nel 1909, dopo che l'Oklahoma divenne uno Stato, ad alcuni membri della tribù fu concessa la possibilità di tornare alla riserva Klamath. In 29 tornarono in Oregon, dove con i loro discendenti entrarono a far parte della confederazione Klamath.
Lo storico Robert Utley crede che la guerra Modoc e la grande guerra Sioux di pochi anni dopo abbiano minato la fiducia del presidente Grant in una soluzione pacifica. L'opinione pubblica iniziò a chiedere l'uso della forza per sopprimere i nativi americani.

## Appendice alla storia della guerra Modoc
Nella prima battaglia della roccaforte del 17 gennaio 1873 furono messi in campo circa 400 soldati. Tra loro vi erano fanteria, cavalleria ed obici, volontari di Oregon e California ed alcune guide Klamath. Il tenente colonnello Frank Wheaton comandò l'intero esercito.
Nella seconda battaglia della roccaforte del 17 aprile 1873 furono circa 530 i soldati coinvolti, con fanteria, cavalleria e guide Warm Spring. I volontari si erano ritirati dal campo. Pochi civili furono usati come messaggeri o portatori. Il colonnello Alvin C. Gillem fu al comando.
Durante la guerra Modoc i nativi usarono non oltre 53 guerrieri.
I caduti della guerra Modoc sono i seguenti:
| Grado              | Morti | Feriti |
| ------------------ | ----- | ------ |
| Ufficiali (U.S.A.) | 7     | 4      |
| Soldati            | 48    | 42     |
| Civili             | 16    | 1      |
| Guide indiane      | 2     | 0      |
| TOTALE             | 73    | 47     |

Comprendendo i quattro Modoc giustiziati a Fort Klamath, la tribù di Capitan Jack perse in tutto 17 guerrieri.
Si stima che la guerra Modoc sia costata agli Stati Uniti d'America oltre 400 000 dollari. Il costo della terra chiesta inizialmente dai Modoc come riserva era di 20 000 dollari.

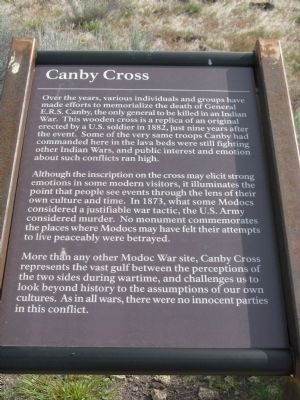
Targa commemorativa per Edward Canby

I campi di battaglia della guerra sono tra le attrazioni del Lava Beds National Monument. Tra questi c'è la roccaforte di Capitan Jack. Oltre a questo vi sono numerose fortificazioni Modoc, grotte annerite dal fumo occupate dai Modoc, recinti per bestiame e cavalli ed un'area per le danze di guerra ed i consigli. Attorno alla roccaforte vi sono numerose fortificazioni basse in pietra costruite dai soldati durante l'avanzata.
Dopo che i Modoc ebbero abbandonato la roccaforte le truppe statunitensi costruirono fortificazioni per evitare un loro eventuale ritorno. Il campo di battaglia di Thomas-Wright, nei pressi di Hardin Butte, è un'attrazione, così come il luogo in cui sorgeva Gillem's Camp, l'ex cimitero militare, Hospital Rock e la croce di Canby. Il National Park Service fornisce mappe per un cammino di due ore lungo questi luoghi.

## Retaggio
Il torrente in cui furono uccisi Jump Off Joe ed i suoi uomini è stato rinominato in suo onore. Vi fu posta una piccola targa commemorativa, ma fu rubata il 7 agosto 1924 e mai rimpiazzata.

### Targa e croce del memoriale di Canby
Una targa memoriale ed una riproduzione della croce di Canby sono state poste nel Lava Beds National Monument fuori da Tulelake. I nomi di tutti i caduti (Modoc e statunitensi) sono elencati a Gillem's Camp, altro punto fondamentale di Lava Beds.
Nel corso degli anni vari gruppi di persone hanno cercato di rendere onore alla morte del generale E.R.S. Canby, unico generale morto nel corso delle guerre indiane. La croce di legno è una copia dell'originale eretto da un soldato nel 1882, nove anni dopo i fatti.